# التنمر في المدارس
التنمر في المدارس أو تسلط الأقران في المدارس هو نوع من أنواع التنمر الذي يحدث في البيئات التعليمية. ولكي يعتبر بمثابة تنمر فيجب أن يستوفي عددًا من المعايير وتشمل النية العدائية والتكرار والمضايقة والاستفزاز. يمكن أن يكون للتنمر المدرسي مجموعة واسعة من التأثيرات على الطلاب المتنمر عليهم منها الغضب والاكتئاب والتوتر والانتحار. ويمكن للمُتنمر عليه أن يصاب باضطرابات اجتماعية مختلفة، أو تتوفر لديه فرصة أكبر للانخراط في الأنشطة الإجرامية.
إذا اشتبه في أن الطفل تعرض للتنمر أو أصبح هو بنفسه متنمرًا على أقرانه، فهناك عدد من العلامات التحذيرية في سلوكه التي تدل على ذلك. هناك العديد من البرامج والمنظمات في جميع أنحاء العالم تقدم خدمات للوقاية من التنمر أو معلومات حول كيفية مواجهة الأطفال للتنمر.
يهدف المُتنمر أو المتسلط في إلحاق الأذى بالآخرين نتيجة غياب المسؤولية وانعدام الوعي لديه، ويشعر كذلك بمتعة كبيرة عند إيذاء الآخرين ومشاهدتهم يتألمون ويتوسلون.

## المعايير
من المتفق عليه على نطاق واسع أن التنمر هو أحد فروع السلوك العدواني ويمكن تمييزه بالحد الأدنى من خلال المعايير الثلاثة التالية:
- النية العدائية (أي أن الضرر الناتج عن التنمّر متعمد وليس عرضيا)[5]
- عدم توازن القوة (أي أن التنمّر يتضمن عدم مساواة حقيقية أو متصورة في القوة بين المتنمر والضحية)[5]
- التكرار على مدى فترة زمنية (أي أكثر من مرة مع احتمال حدوثه عدة مرات).[5]

وقد اقترح معياران إضافيان لتكملة المعايير المذكورة أعلاه:
- معاناة الضحايا (يعاني الضحية من صدمة نفسية أو اجتماعية أو بدنية خفيفة إلى شديدة) [5] و
- الاستفزاز (الدافع وراء الإساءة هو الفوائد المتصورة لسلوكياتهم العدوانية).[5]

وقد تم الاعتراض على بعض هذه الخصائص (على سبيل المثال، فيما يتعلق بعدم توازن القوى: كثيراً ما يفيد المتنمرون والضحايا بأن الصراعات تحدث بين اثنين متكافئين)؛ ومع ذلك، فإن هذه المعايير تظل ثابتة على نطاق واسع في الدراسات العلمية.

## الأسباب الأساسية
وتشمل الأسباب الكامنة وراء العنف والتحرش في المدارس المعايير الجنسانية والاجتماعية والعوامل السياقية والهيكلية الأوسع نطاقا.
القواعد التمييزية القائمة على نوع الجنس والتي تشكل هيمنة الرجل وتبعية المرأة وإدامة هذه القواعد عن طريق العنف توجد بشكل ما في ثقافات عديدة. وتؤدي عدم المساواة بين الجنسين وانتشار العنف ضد المرأة في المجتمع إلى تفاقم المشكلة. وبالمثل، يمكن أن تضفي المعايير الاجتماعية التي تدعم سلطة المعلمين على الأطفال الشرعية على استخدام العنف للحفاظ على الانضباط والسيطرة.
كما أن الضغط من أجل الامتثال للقواعد السائدة المتعلقة بنوع الجنس مرتفع أيضا.ويعاقب الشباب الذين لا يستطيعون الالتزام بهذه المعايير أو الذين يختارون عدم الامتثال لها في كثير من الأحيان وذلك من خلال العنف والتسلط في المدرسة.
ويمكن للمدارس نفسها «تعليم» الأطفال أن يكونوا عنيفين من خلال الممارسات والمناهج والكتب الدراسية التمييزية. وإذا لم يتم التصدي للتمييز بين الجنسين واختلال التوازن في السلطة في المدارس يمكن أن يشجع المواقف والممارسات التي تُقهر الأطفال وتتمسك بمعايير عدم المساواة بين الجنسين وتتسامح مع العنف، بما في ذلك العقاب البدني. 
ويسند البعض جزءاً من سبب التنمّر إلى الوسط الذي يحدث فيه. وذكر نورنبيرج ووينستين في دراستهم أن «ما تعزوه المدرسة يشير إلى إرجاع سبب التنمّر إلى بيئة المدرسة» ويقولون أن هذا الإسناد له فئتين فرعيتين وهما «الملل في المدرسة» و «أساليب مكافحة التنمر الرديئة». الملل في المدرسة ينطوي على طالب لا يملك شيء سوى التنمر. أما أساليب مكافحة التنمر الرديئة قد تشمل أن المعلمين والموظفين لا يهتمون بصورة كافية للتدخل، أو مدرسة ليس لديها عدد كافٍ من المعلمين للطلاب. هذا قد يؤدي إلى أن يشعر الطلاب بأنه غير مرغوب بهم أو غير مهمين بسبب نقص العناية من موظفي المدرسة.
وتعمل المدارس ونظام التعليم أيضا في سياق عوامل اجتماعية وهيكلية أوسع نطاقا وقد تعكس وتعيد إنتاج بيئات لا تحمي الأطفال والمراهقين من العنف والتنمر. وعلى سبيل المثال العنف الجسدي والجنسي قد يكون أكثر انتشاراً في نطاقات يكون فيها أكثر انتشارا من المجتمع الواسع. وتشير الدراسات إلى أن العنف الجنسي والمضايقة الجنسية للبنات أسوأ في المدارس التي تنتشر فيها أشكال أخرى من العنف وفي حالة من الصراعات والطوارئ، والعنف الجماعي أكثر شيوعاً في المدارس التي تشكل بها العصابات والأسلحة والمخدرات جزء من الثقافة المحلية.
في ورقتهم العلمية " التنبؤ بالبلطجة: استكشاف الإسهامات في تجارب حياة الأطفال السلبية في التنبؤ بسلوك التحرش بالمراهقين، حدد كونيل، موريس وبيكويرو ثلاثة جوانب أساسية من حياة الطفل ومدرسته ونظرائه، كمؤشرات رئيسية على ما إذا كان الطفل يعرض سلوكاً يشبه التنمّر أم لا.
وفقاً للورقة التي تستعرض البحث السابق حول أسباب الإساءة إلى المدرسة، قد يؤدي اتباع عوامل خارجية وعوامل داخلية إلى الإساءة. تتضمن العوامل الخارجية قابلية تنقل أقل ارتباطًا بسبب المنهج الدراسي المغلق والبيئة وضغط الأقران وعدم وجود قواعد لحظر التنمّر التي يشاركها كل زميل وغياب المشرفين وغير ذلك. تشمل العوامل الداخلية عدم التسامح تجاه التغايرية والأقلية، وعدم الاعتراف بأن زملاء الصف الآخرين لديهم قاعدة بأن التنمّر غير مقبول، وعدم التعاطف المعرفي والعاطفي تجاه أولئك الذين قد يتعرض للترهيب، وعدم اعتبار السلوكيات العدوانية كالإساءة، وتبرير الإساءة، لا تتوقع العثور على الإساءة، وما إلى ذلك.

### الوسائل التربوية لتعليم الوقاية في المدارس
قد يهدد التنمّر سلامة الطلاب الجسدية والعاطفية في المدرسة وقد يؤثر سلبًا على قدرتهم على التعلم. إن أفضل طريقة لمعالجة الإساءة هي إيقافها قبل أن تبدأ. هناك العديد من المجموعات المختلفة التي يمكن أن تتدخل لمعالجة الإساءة (والإساءة عبر الإنترنت) في المدارس: الآباء والمعلمين والقيادة المدرسية.إن الاستراتيجيات الأكثر استخداماً من قبل المعلمين لمنعها هي التواصل والتوسط والبحث عن المساعدة.تدريب موظفي المدرسة والطلاب على منع التنمر ومعالجتها يمكن أن يساعد على دعم جهود منع التنمر مع مرور الوقت. ولا توجد قوانين فيدرالية  للتنمر على المناهج الدراسية أو تدريب الموظفين. بالإضافة إلى معالجة التنمّر قبل حدوثه، هناك إستراتيجية وقائية رائعة تتمثل في تعليم الطلاب حول التنمّر.
تتضمن أمثلة الأنشطة التي يتم تدريسها حول التنمّر ما يلي:
- أبحاث الإنترنت والمكتبات، مثل البحث عن أنواع التنمر وكيفية منعه وكيفية استجابة الأطفال له.
- عروض تقديمية، مثل كلام أو دور حول إيقاف الإساءة.
- مناقشات حول مواضيع مثل الإبلاغ عن الإساءة.
- الكتابة الإبداعية، مثل قصيدة تتحدث ضد التنمّر أو قصة أو تسلّح لتعلم المارة كيفية المساعدة.
- أعمال فنية، مثل ملصق حول الاحترام أو تأثيرات الإساءة.
- اجتماعات غرفة الصف للحديث عن علاقات الأقران.[14]

تعتبر البرامج متعددة المكونات التي تتضمن ممارسات متعددة لمعالجة العوامل الداخلية والخارجية المختلفة للتنمّر والتي تشمل جميع الطلاب والآباء في كل فصل من الفصول الدراسية فعالة لمنع الإساءة. ومن المطلوب تنفيذ هذه البرامج في جميع المدارس في كل بلد.

## التأثير
فالضحية، في الأمد القريب، قد يشعر بالاكتئاب، والقلق، والغضب، والإجهاد المفرط، والعجز المتعلم، والشعور بالعجز، وكأن حياته قد انحسرت، أو قد تنخفض إلى حد كبير في أداء المدرسة، أو قد يقوم بالانتحار (التنمر المؤدي للانتحار). على المدى الطويل، قد يشعرون بعدم الأمان أو انعدام الثقة أو يظهرون حساسية شديدة (يقظة مفرطة) أو يعانون من مرض عقلي مثل الاعتلال العقلي أو اضطراب الشخصية الاجتنابي أو اضطراب PTSD أو تطوير المزيد من التحديات الصحية. وقد يرغبون أيضاً في الانتقام، الأمر الذي يؤدي بهم أحياناً إلى عذاب الآخرين في المقابل.
القلق والاكتئاب والاعراض النفسية هي شائعة بين كل من المتنمرين وضحاياهم. ومن بين هؤلاء المشاركين، يُنظر عادة إلى تعاطي الكحول والمخدرات في وقت لاحق من الحياة. ومن المعروف أن الأشخاص الذين يعانون من الاكتئاب يشعرون بشكل أفضل بكثير عندما يتحدثون مع الآخرين عن ذلك، ولكن ضحايا الخوف من الإساءة قد لا يتحدثون مع الآخرين عن مشاعرهم خوفا من التعرض للإساءة، مما قد يزيد من اكتئابهم.
في المدى القصير، يكون متفرج «يستطيع نتج أحاسيس الغضب، خوف، ذنب، وحزن… والمتفرجين الذين يشهدون تكرار ضحايا الأقران يمكن أن يتعرضون لتأثيرات سلبية مماثلة للأطفال الضحايا أنفسهم».
في حين أن معظم المتنمرين، على المدى الطويل، يكبرون ليصبحوا بالغين عمليين عاطفياً، فإن العديد منهم يواجهون خطراً متزايداً يتمثل في الإصابة باضطراب في الشخصية غير الاجتماعية، وهو ما يرتبط بزيادة خطر ارتكاب الأعمال الإجرامية (بما في ذلك العنف الأسري).

### المخرجات والتأثيرات السلبية على جودة نظام التعليم
آثار التعليم على ضحايا العنف المدرسي والتحرش كبيرة. قد يؤدي العنف والتسلط على أيدي المعلمين أو الطلاب الآخرين إلى جعل الأطفال والمراهقين يخشون الذهاب إلى المدرسة ويتداخل مع قدرتهم على التركيز في الصف أو المشاركة في الأنشطة المدرسية. كما قد يكون لها تأثيرات مماثلة على الحاضرين.
وتشمل العواقب: التغيب عن المدرسة، تجنب النشاطات المدرسية والتغيب أو ترك المدرسة بالكامل. وهذا بدوره يؤثر تأثيرا سلبيا على التحصيل والإنجازات الاكاديمية وعلى فرص التعليم والعمل في المستقبل. ويمكن للأطفال والمراهقين الذين يقعون ضحايا للعنف أن يحققوا درجات أدنى، وقد يكون من غير المرجح أن يذهبوا إلى التعليم العالي. تُسلط تحليل تقييمات التعلم العالمية الضوء على تأثير التنمر على نواتج التعليم. توضح هذه التحليلات بوضوح أن التنمر يقلل من إنجاز الطلاب في المواضيع الأساسية، مثل الرياضيات، كما أن الدراسات الأخرى قد وثّقت التأثير السلبي للعنف المدرسي والتحرش على الأداء التعليمي.
كما أن الحاضرين وبيئة المدرسة ككل يتأثرون أيضاً بالعنف المدرسي والتحرش. إن بيئات التعلم غير الآمنة تخلق مناخاً من الخوف وانعدام الأمن وتصوراً مفاده أن المعلمين لا يستطيعون التحكم على الطلاب أو لا يهتمون بهم، وهذا يقلل من جودة التعليم للجميع.
كما أن التعرض للإساءة مرتبط بصعوبات أكاديمية أكبر.
وقد تبين من استعراض منتظم للدراسات الطولية أن احتمال ارتكاب المسيئين على المدارس جرائم في المستقبل، بالمقارنة مع غير المتنمرين، كان أعلى بكثير. والواقع أن ارتكاب أعمال التنمّر يشكل عاملاً من عوامل الخطر بالنسبة للإساءة في وقت لاحق، بصرف النظر عن عوامل الخطر الرئيسية الأخرى التي تهدد الطفولة. وتشير هذه النتائج إلى أنه يمكن النظر إلى برامج مكافحة التنمّر على أنها شكل من أشكال منع الجريمة في وقت مبكر.

### التكاليف الاجتماعية والاقتصادية
إن تقرير الأمم المتحدة العالمي لعام 2006 عن العنف ضد الأطفال يبين أن ضحايا العقاب الجسدي، سواء في المدرسة أو في البيت، قد تتطور إلى بالغين سلبيين أو أكثر حذراً أو عدوانيين. يمكن أن تكون المشاركة في التنمر في المدرسة مؤشراً للسلوك المعادي للمجتمع والإجرامي في المستقبل. كما أن التعرض للتنمر يرتبط بخطر متزايد يتمثل في اضطرابات الأكل وصعوبات اجتماعية وصعوبات في العلاقة.
وقد أظهرت دراسات أخرى الآثار طويلة المدى المترتبة على التنمّر في المدرسة. تحلل إحدى الدراسات لجميع الأطفال المولودين في إنكلترا واسكتلندا وويلز خلال أسبوع واحد في عام 1958 بيانات عن 771 7 طفلا تم الإساءة لهم في سن 7 و11 سنة. وفي سن الخمسين، كان من غير المرجح أن يكون أولئك الذين تعرضوا للإساءة وهم أطفال قد حصلوا على مؤهلات مدرسية وأقل احتمالا للعيش مع زوج أو شريك أو أن يحصلوا على دعم اجتماعي كاف. كما سجلت أيضاً نتائج أقل في اختبارات الذاكرة اللفظية المصممة لقياس الذكاء المعرفي حتى عندما تؤخذ مستويات ذكاء الطفولة في الحسبان، وفي كثير من الأحيان ذكرت التقارير أن صحتهم كانت سيئة. وكانت آثار التنمّر واضحة بعد مرور ما يقرب من أربعة عقود، مع استمرار الآثار الصحية والاجتماعية والاقتصادية حتى سن البلوغ. بالنسبة إلى الطلاب، "يعتبر الأقران تأثيرًا أكثر أهمية بكثير مما تم تحقيقه. إنه أمر فظيع أن يستثنى من ذلك أقرانك.
فالأثر الاقتصادي للعنف ضد الأطفال والمراهقين كبير. ويُقدَّر أن العنف ضد الشباب في البرازيل وحدها يتكلف نحو 19 مليار دولار أمريكي كل عام، منها 943 مليون دولار أمريكي يمكن ربطها بالعنف في المدارس. التكلفة التقديرية للاقتصاد في الولايات المتحدة الأمريكية للعنف المرتبط بالمدارس هي 7.9 مليار دولار أمريكي في السنة.
ويتبين من العمل التحليلي الذي تدعمه وكالة التنمية الدولية التابعة للولايات المتحدة أن العنف القائم على نوع الجنس في المدارس وحده يمكن أن يرتبط بفقدان درجة ابتدائية واحدة من التعليم المدرسي، وهو ما يترجم إلى تكلفة سنوية تبلغ نحو 17 مليار دولار أميركي لدول ذات دخل منخفض ومتوسط.
وفي منطقة شرق آسيا والمحيط الهادئ، تشير التقديرات إلى أن التكاليف الاقتصادية المترتبة على بعض العواقب الصحية المترتبة على سوء معاملة الأطفال كانت تعادل ما بين 1,4% و2,5% من الناتج المحلي الإجمالي السنوي للمنطقة.
في الأرجنتين، إن الفائدة الغابرة التي تعود على المجتمع من الانقطاع عن الدراسة في سن مبكرة في الإجمال تبلغ 11. 4% من الناتج المحلي الإجمالي، وفي مصر تخسر ما يقرب من 7% من الأرباح المحتملة نتيجة لعدد الأطفال الذين يتركون الدراسة.
وقد أظهرت دراسة أنه في كل عام تخسر الكاميرون وجمهورية الكونغو الديمقراطية ونيجيريا 974 مليون دولار أمريكي، و301 مليون دولار أمريكي، و662 1 مليون دولار أمريكي على التوالي بسبب عدم تعليم الفتيات بنفس مستوى تعليم الفتيان، والعنف في المدارس هو أحد العوامل الرئيسية التي تسهم في نقص تمثيل الفتيات في التعليم.

## الإحصائيات
وفقا لجمعية علم النفس الأمريكية. «40% إلى 80% من الأطفال في سن المدرسة يعانون من التنمر عند مرحلة ما أثناء حياتهم المهنية في المدرسة». وتُظهر دراسات مختلفة أن الطلاب من خلفيات اجتماعية اقتصادية منخفضة والطلاب ذوي الاحتياجات الخاصة يعانون من التنمر أكثر من غيرهم من الطلاب. وتساعد الإحصائيات التالية على توضيح خطورة التنمر داخل الفصول الدراسية.

### الضحايا
- تشير الإحصائيات إلى أن طفلاً من كل ثلاثة أطفال قد تأثروا بالتنمر في حياتهم في نظام المدارس في الولايات المتحدة، وتبلغ نسبة المشاركة فيها إلى 30%.[34]
- وتشير دراسة استقصائية على الصعيد الوطني حول الإساءة في المدارس من المستويين الأول والثاني أجرتها كلية ترينيتي في دبلن إلى أن حوالي 31% من طلاب المرحلة الابتدائية و 16% من طلاب المرحلة الثانوية قد تمت الإساءة لهم في وقت ما.[35]
- وفي دراسة أجريت في عام 1997 عن خمس مدارس ثانوية في سياتل، سجّل الطلاب محادثات زملائهم الصفية وفي الرواق. وقد تم اكتشاف أن في المتوسط طالب المدرسة الثانوية يسمع حوالي 25 ملاحظات ضد الشواذ في اليوم.[36]
- وفي دراسة أجريت في 32 مدرسة ابتدائية هولندية، أبلغ 16.2 في المائة من أصل 2,766 طفلا مشاركا عن التعرض للإساءة بانتظام (على الأقل عدة مرات في الشهر).[37]
- وقد تم الإبلاغ عن أن طالب واحد على الأقل من كل 3 طلاب مراهقون في كندا عن التعرض للإساءة.[38]
- 47% من الآباء الكنديين يبلغون عن وجود طفل ضحية للإساءة.[38]
- الطلاب المثليين جنسياً، المزدوجون، والمتحولون جنسياً قد يتغيبون عن المدرسة لأنهم يشعرون بعدم الأمان بعد التعرض للإساءة بسبب توجههم الجنسي.[39]
- وفقا للمراكز الأمريكية لمكافحة الأمراض والوقاية منها، نسبة الأطفال الشاذون جنسياً والمخنثين الذين لم يذهبوا إلى المدرسة على الأقل يوم واحد خلال الثلاثين يوما السابقة للدراسة بسبب مخاوف السلامة تتراوح بين 11 ٪ إلى 30 ٪ للطلاب الشواذ والشاذين و 12 ٪ إلى 25 ٪ للطلاب المخنثين.[40]
- وكان 61.1% من طلاب المدارس المتوسطة أو الثانوية من المثليين أكثر من ذلك من المحتمل أن يشعر أقرانهم من غير المثليين بأنهم غير آمنين أو غير مرتاحين نتيجة توجههم الجنسي.[40]
- وفي دراسة كندية أجريت عليها دراسة مسح شملت 2,186 طالباً عبر 33 مدرسة متوسطة ومدارس ثانوية، أبلغ 49,5% منهم عن التعرض للإساءة على الإنترنت في الأشهر الثلاثة السابقة. 33.7% من العينة التي تم الإبلاغ عنها هي مرتكب التنمر الالكتروني.[41]
- كان أكثر أشكال الإساءة الإلكترونية شيوعاً تلقي رسائل بريد إلكتروني أو رسائل فورية تهديدية أو عدوانية، تم الإبلاغ عنها من قبل 73% من الضحايا.[38]
- في الولايات المتحدة، أشارت دراسة مسح على مستوى الدولة في عام 2013 إلى أن 20% من طلاب المدارس الثانوية تم الإساءة إلى ممتلكات المدارس في العام الماضي، تم الإساءة إلى 15% من الطلاب إلكترونيًا، وأبلغ 8% من الطلاب الذين تتراوح أعمارهم بين 12 و18 عامًا عن التنمّر المستمر أسبوعيًا.[42]
- التعليم العالي يلتزم الطلاب الصمت إزاء العذاب لأنه من المتوقع أن يعالجوا القضية كبالغ، ومع ذلك، فهو يتطلب نظام دعم.
- وطبقاً لمجلة «علم النفس التطوري»، فإن ضحايا الإساءة أقل نشاطاً جنسياً بالمقارنة مع المتنمرين.[43]

قد تكون الإحصاءات التي تشير إلى انتشار الإساءة في المدارس غير دقيقة وتميل إلى التقلب. في دراسة أمريكية شملت 5,621 طالباً تتراوح أعمارهم بين 12 و18 عاماً، تعرض 64% من الطلاب للتنمر ولم يبلغوا عنه.

### المتنمرين
إن العدوان الدفاعي سلوك يتوقع المكافأة. في التنمّر على كل فرد دور للدفاع عنه. بعض الأطفال يتصرفون بشكل استباقي ولكنهم يظهرون عدوانا للدفاع عن أنفسهم إذا تعرّضوا للاستفزاز. وسيرد هؤلاء الأطفال بقوة، ولكنهم لا يميلون أبداً إلى المهاجمة أولاً.
فقد نشأ نوعان فرعيان للتنمر؛ وهما العدوانية الشعبية وغير الشعبية العدوانية. إن المتنمرين ذوو العدوانية الشعبية اجتماعيين ولا يواجهون وصمة اجتماعية كبيرة من عدوانهم. ومع ذلك، فإن المسيئين العدوانيين الذين لا يحظون بالشعبية كثيراً ما يرفضهم طلاب آخرون ويستخدمون العدوان لجذب الانتباه.
- في دراسة وطنية حديثة، أفاد 3,708,284 طالباً أنهم من ممارسي التنمر في النظام المدرسي الأمريكي.[34]
- وقد أظهرت الدراسات أن المتنمرين يبلغون بالفعل عن نجاح أكبر في تكوين أصدقاء أكثر من الأطفال الآخرين.
- يظهر سلوك التنمّر عند مرتكبيه مع زيادة العمر.[45]
- تشير الأبحاث الانمائية إلى أن المتنمرين غالباً ما يكونون مرتبطين أخلاقياً ويستخدمون استراتيجيات التفكير الباطني.[46]
- أما المراهقون الذين يتعرضون للعنف أو للعدوان في المنزل، أو يتأثرون بعلاقات النظراء السلبية، فمن الأرجح أن يكونوا أكثر عرضة للتنمر، وهذا يشير إلى أن العلاقات الاجتماعية الإيجابية تقلل من احتمال التنمر.[47]
- إن تشخيص خلل الصحة العقلية يرتبط ارتباطاً قوياً بالتعرض للتنمر. وهذا الاتجاه واضح للغاية لدى المراهقين المصابين بالاكتئاب أو القلق أو مرض ADHD.[48]
- ترتبط نظرية العقل السيئة بالتنمر.[49]
- 25% من الطلاب يشجعون التنمّر إذا لم يتم إعطاؤه التعليم المناسب والمعلومات حول عواقب التنمّر.[50]
- ولقد أظهرت دراسة أجرتها ليزا جابي أن 60% من المتنمرين في المدارس المتوسطة سوف يكون لديهم إدانة جنائية واحدة على الأقل بحلول سن الرابعة والعشرين.

وفي دراسة استقصائية أجراها المعهد الوطني لصحة الطفل والتنمية البشرية التابع لمعهد إيونيس كنيدي شريفر، طُلب من الطلاب إكمال استبيان.
وردّ مجموعه 10.6% من الأطفال بأنهم قد قاموا أحياناً بالإساءة إلى أطفال آخرين، وهي فئة مستجيبة تعرف باسم التنمر المتوسط. كما قال 8.8% آخرون إنهم قاموا بترهيب الآخرين مرة واحدة في الأسبوع أو أكثر، ويعرَّفونها على أنها حالات متكررة من التنمّر. وعلى نحو مماثل، قال 8.5% منهم إنهم كانوا هدفاً للتنمّر المتوسط، وقال 8.4% أنهم تعرّضوا للتنمر بصورة مستمرة، وقال 13% إنهم انخرطوا في التنمّر المعتدل أو المتكرر على الآخرين، في حين قال 10.6% إنهم تم التحرشات عليهم إما باعتدال أو بشكل متكرر. بعض الطلاب — 6.3% — كانوا قد كذبوا على بعضهم البعض وتم الإساءة لهم. وعلى وجه إجمالي، فإن 29% من الطلاب الذين استجابوا للاستطلاع قد شاركوا في بعض جوانب الإساءة، إما كالسأم، كهدف للتنمّر أو كليهما.
وفقا ل تارا كوثر، شريكة أستاذة علم نفس في جامعة ولاية كونكتكت الغربية "... يصبح التنمّر أكثر تطورًا وخفة في المدرسة الثانوية. إنه أكثر ارتباطية. يصبح من الصعب على المراهقين معرفة متى يتدخلون؛ بينما مع الأطفال الأصغر سناً، يصبح التنمّر طبيًا أكثر وبالتالي أكثر وضوحاً.

## أنواع التنمر
هناك أربعة أنواع أساسية من الإساءة: لفظي، جسدي، نفسي، وإلكتروني. أصبح التنمّر الإلكتروني من أكثر الأنواع شيوعًا. وفي حين يمكن أن يتعرض الضحايا للتنمر في أي سن، فإن الأطفال في سن المدرسة هم الأكثر شهودا.
التنمّر المباشر هو هجوم مفتوح نسبيًا على ضحية ذي طبيعة جسدية و/أو لفظية.  التنمّر غير المباشر أكثر خفة وصعوبة في اكتشافه، ولكنه ينطوي على شكل أو أكثر من أشكال العدوان الارتباطي، بما في ذلك العزلة الاجتماعية عن طريق الاستبعاد المتعمد، ونشر الإشاعات لتشويه سمعة الشخص أو سمعته، وجعل الوجوه أو الإيماءات البذيئة وراء ظهر شخص ما، والتلاعب بصداقات أو علاقات أخرى.
التنمّر على الحزمة هو التنمّر الذي تقوم به مجموعة. تقرير ويسلي لعام 2009 عن التنمّر وجد أن التنمّر على العبوات كان أكثر بروزاً في المدارس الثانوية واستمر لفترة أطول من التنمّر الذي قام به الأفراد.

### جسدية
التنمّر الجسدي هو أي اتصال بدني غير مرغوب فيه بين المتنمّر والضحية. هذا هو أحد أكثر أشكال التنمّر سهولة. ومن الأمثلة على ذلك:
- القتال
- المعاكسات
- الضرب على الرأس
- لمس غير مناسب
- الركل
- القرص
- النكز
- الخدع
- سحب الشعر
- اللكم
- الدفع
- الحلق
- الصفع
- المضايقات
- التهديد
- الدغدغة
- باستخدام الأسلحة، بما في ذلك الأسلحة المرتجلة
- السرقة

### نفسية
التنمّر النفسي هو أي شكل من أشكال التنمّر الذي يسبب الضرر لنفسية و/أو الصحة النفسية للضحية. ومن الأمثلة على ذلك:
- نشر شائعات ضارة عن الأشخاص.
- حمل أشخاص معينين على «إنشاء عصابة» على أشخاص آخرين (قد يعتبر ذلك أيضًا تحرش جسدي).
- تجاهل الأشخاص بقصد (من خلال المعاملة الصامتة أو التظاهر بأن الضحية غير موجود).
- استفزاز الآخرين.
- التهليل، أو تسلية الناس، أو قول أشياء مؤذية (والتي هي أيضاً أشكال الإساءة اللفظية).[55]

### لفظية
التنمّر اللفظي هو أي تصريحات أو اتهامات تشهيرية تسبب ضائقة عاطفية لا داعي لها. ومن الأمثلة على ذلك:
- توجيه لغة غير لائقة (ألفاظ غير لائقة) في الهدف.
- استخدام شروط مخالفة أو إبطال اسم الشخص.
- التعليق سلبًا على مظهر شخص ما وملابسه وجسده وما إلى ذلك (الإساءة الشخصية).
- المعاناة.
- التحرش.
- السخرية والقذف. [55]
- التهديد بإيقاع الضرر.[56]
- الاستهزاء.[56]
- المضايقة.[56]
- تعليقات جنسية غير مناسبة.[56]

### إلكترونية
يعتبر التنمّر الإلكتروني أسرع شكل متنام من أشكال المضايقات التي تتعرض لها مقار المدارس في الولايات المتحدة، بينما يبلغ 40% من المراهقين عن كونهم ضحايا. معظم تعريفات التنمّر الإلكتروني تأتي من تعريفات التنمّر على المدارس. وبالتالي، غالباً ما يوصف هذا السلوك بأنه سلوك عدواني مقصود يحدث عبر تقنيات جديدة، حيث تلحق الجماعات أو الأفراد الضرر بزملاء الدراسة الذين لا يستطيعون الدفاع عن أنفسهم بسهولة. يمكن أن تحدث أحداث التنمّر الإلكتروني عبر الهواتف الخلوية أو أجهزة الكمبيوتر، عن طريق الرسائل النصية أو رسائل البريد الإلكتروني أو الشبكات الاجتماعية عبر الإنترنت أو غرف المحادثة أو المدونات. ويمكن بسهولة إلغاء اكتشاف هذا الشكل من أشكال التنمّر بسبب نقص الإشراف الأبوي أو الرسمي. لأن المتنمرين يمكن أن يثيلوا كشخص آخر، هو أكثر أشكال الإساءة غفلة. مثل التنمّر الذي يحدث في المدرسة، تم تحديد أربعة ملفات تعريف التالية: على الأرجح أن يتعرض الأشخاص المسيرون على الإنترنت، والبلطجة الإلكترونية، والسيبرفيتيم، والضحية المسيء على الإنترنت.العديد من الأشخاص الذين يضررون في المدرسة للإساءة على الإنترنت والعكس صحيح. بما أن الطلاب أصبحوا أكثر اعتماداً على الإنترنت، فإن التقدم في وسائل الإعلام الاجتماعية والتكنولوجيا قد غيّر الخوف من الإناث أكثر من نصف عدد الأشخاص الذين يظهرون أن يكونوا أكثر عرضة للإساءة. يمكن أن يحدث التنمّر الإلكتروني 24 ساعة في اليوم وسبعة أيام في الأسبوع ويوصل إلى طفل حتى عندما يكون بمفرده. من الصعب جدًا حذف الرسائل أو النصوص أو الصور غير الملائمة أو المزعجة بعد نشرها أو إرسالها.

#### الوقاية
وفقًا لموقع الويب «إيقاف الإساءة الإلكترونية»، «عندما تحاول المدارس المشاركة في ذلك عن طريق ضبط سلوك الطالب في الأعمال الإلكترونية التي تمت خارج الحرم الجامعي وخارج ساعات الدراسة، غالبًا ما تتم مقاضاتهم لتجاوزهم سلطتهم وانتهاك حق الطالب في التعبير الحر.» اقترح على المدارس إجراء مراجعات لسياساتهم التي تسمح باتخاذ إجراءات تأديبية حتى لو كانت خارج الحرم الجامعي أو بعد ساعات من العمل. ويقولون إذا كان الفعل من المحتمل أن يؤثر على الطالب ذهنياً أو جسدياً أثناء وجوده في المدرسة، فإن مراجعة السياسة تسمح للموظفين بالتدخل دون انتهاك الحقوق الدستورية للطالب. يتردد العديد من المدراء في العمل لأن قوانين الانضباط المدرسي وقوانين الولايات لا تعرّف الإساءة الإلكترونية. ووفقاً للبروفيسور برنارد جيمس، «يتمتع المرربون بسلطة الحفاظ على المدارس الآمنة، ويعمل مدى حموضة المعلمين في هذا السياق من التكنولوجيا الناشئة لصالح المتنمرين».
أصبح التنمّر الإلكتروني شائعاً للغاية؛ حيث أفاد 95% من المراهقين الذين يستخدمون وسائل التواصل الاجتماعي بأنهم شهدوا سلوكاً خبيثاً على وسائل التواصل الاجتماعي من عام 2009 إلى عام 2013.وكما أن مواقع مثل فيس بوك أو تويتر لا تعرض أي مراقبة دورية، فإن الأطفال من سن صغيرة يجب أن يتعلموا سلوك الإنترنت المناسب، على حد قول أبراهام فوكسمان وسيندي سيلفرمان. "هذه دعوة للآباء والمربين لتدريس هذه المهارات الحديثة... من خلال التوعية والدعوة." بير سكوت إدلر، "يحتاج الآباء والمربون إلى توعية الأطفال في سن مبكرة من الآثار المتغيرة للحياة التي يمكن أن يخلفها التنمّر الإلكتروني على الضحية. والخطوة التالية للوقاية هي الدعوة. على سبيل المثال، نظم ثلاثة طلاب من المدارس الثانوية من ميلفيل في نيويورك مسيرة للتوعية بالتنمر، حيث خرج عدة مئات من الناس لإظهار دعمهم.
وكلارا واجنجورت تكتب: «بخلاف تنظيم الأحداث، فإن الدعوة إلى مواقع وسائل الإعلام الاجتماعية لتولي المسؤولية يمكن أن تحدث الفارق بين الحياة والموت. إن الإساءة الإلكترونية تجعل من الصعب بشكل متزايد فرض أي شكل من أشكال الوقاية.»ويخلص جوانا وجسيك إلى أن «النمو السريع لوسائل الإعلام الاجتماعية يساعد على انتشار الإساءة الإلكترونية، كما أن سياسات الوقاية تكافح من أجل مواكبة ذلك. ولكي يتم وضع سياسات الوقاية، يجب ذكر تعريف الإساءة الإلكترونية، ويجب تعليم الآخرين كيفية التعرف على الإساءة ومنعها، كما يجب مراجعة السياسات التي حاولت بالفعل سنها وتعلّمها.»
وجد الباحث تشاريس نيكسون أن الطلاب لا يتوصلون للمساعدة في التنمّر الإلكتروني لأربعة أسباب رئيسية: فهم لا يشعرون بأنهم على اتصال بالبالغين من حولهم؛ ولا يرى الطلاب أن التنمّر الإلكتروني مسألة تستحق التقدم؛ ولا يشعرون بأن البالغين المحيطين لديهم القدرة على التعامل بشكل صحيح مع التنمّر الإلكتروني؛ وقد زاد المراهقون من مشاعر الخزي والإذلال إزاء الإساءة الإلكترونية. كما وجد نيكسون أنه عندما اتخذ المارة إجراءات للمساعدة في إنهاء الإساءة الإلكترونية في المراهقين، كانت النتائج أكثر إيجابية من محاولة المراهقين حل الموقف دون مساعدة خارجية.
وقد تبين من المراجعة المنهجية أن الأفراد الذين يدافعون عن الأقران الضحايا إما من التنمّر على الإنترنت أو الإنترنت يميلون إلى الفتيات، والتعاطف الشديد، وعدم الفصل الأخلاقي، والذين يتمتعون بشعبية كبيرة ويحبونها أقرانهم، يدعمهم آباؤهم ومعلوماتهم ومدارسهم.

### جنسية
التنمّر الجنسي هو «أي سلوك تنمّر، جسدي أو غير جسدي، يستند إلى الجنس أو الجنس للشخص. وعندما تستخدم الجنس أو الجنس كسلاح من جانب الصبيان أو الفتيات تجاه صبية أو فتيات أخريات - على الرغم من أنه أكثر شيوعا في توجيه الفتيات. ويمكن أن يتم ذلك على وجه الشخص، خلف ظهره أو باستخدام التكنولوجيا.»
كجزء من أبحاثه حول الإساءة الجنسية في المدارس، أصدرت سلسلة BBC التلفزيونية Panorama تكليفا بإجراء استبيان يستهدف الأشخاص الذين تتراوح أعمارهم بين 11 و19 سنة في المدارس ونوادي الشباب عبر خمس مناطق في إنجلترا. وكشفت الدراسة الاستقصائية عن أن 28 مستجيباً أجبروا على القيام بشيء جنسي، و31 شخصاً رأوا أنه يحدث لشخص آخر. ومن بين 273 مستجيبا، عانى 40 منهم من لمس غير مرغوب فيه. وتبين الأرقام الحكومية في المملكة المتحدة أنه في السنة الدراسية 2007-2008، كان هناك 3450 استثناء لفترة محددة و120 طرد من المدارس في إنجلترا بسبب سوء السلوك الجنسي.وشمل ذلك حوادث مثل التحزيز واستخدام لغة مهينة جنسياً. من أبريل/نيسان 2008 إلى مارس/آذار 2009، نصح خط الأطفال ما مجموعه 156729 طفلاً، تحدث 26134 منهم عن الإساءة كاهتمام رئيسي وتحدث 300 منهم تحديداً عن الإساءة الجنسية.
وقد ادعت جمعية البيتلانسات الخيرية في المملكة المتحدة أنه مع دخول ثقافة العصابات، يتم الاعتداء على الأطفال لتقديم الخدمات الجنسية مقابل الحماية. ومع ذلك، قامت مجموعات أخرى لمكافحة الإساءة ونقابات المعلمين، بما في ذلك الاتحاد الوطني للمعلمين، بتحدي المؤسسة الخيرية لتقديم أدلة على ذلك.
كما أن حالات التطفل على الجنس آخذة في الارتفاع وأصبحت مصدرا رئيسيا للتنمّر. نشر صور واضحة لأولئك الذين لهم علاقة إما حول المدرسة أو الإنترنت وضع منشئي الإبداع في وضع يسمح لهم بالازدراء والاستئساد. كانت هناك تقارير عن بعض الحالات التي كان فيها التنمر واسع النطاق لدرجة أن الضحية أخذ حياته.

### التعليم العالي
وفقا لأنباء هلثدي ،15% من طلبة الكليات صرّحوا بأنهم كانوا ضحايا للتنمر في الكليات.في المقال ، «التنمّر ليس شيء من الماضي لطلاب الجامعات»، كتب كايتلين كراسيلت، «التنمّر يأتي في جميع الأشكال ولكن عادة ما يُعتقد أنه قضية من نوع K-12 التي تتوقف عن الوجود بمجرد أن يتوجه الطلاب إلى الكلية.» المفهوم غير الصحيح أن التنمّر لا يحدث في التعليم العالي بدأ في تلقي الانتباه بعد وفاة طالب الكلية تايلر كليمنتي. وفقًا لتجربة أجراها الدكتور جاري ر. والز، «أفاد 21.47% من المشاركين أنهم نادراً ما يقعون ضحايا للتنمّر الإلكتروني؛ أبلغ 93.29% عن حالات نادرة من التنمّر الإلكتروني. وبشكل عام، كان هناك معدل انتشار منخفض للتنمّر الإلكتروني.»

### عدم توازن القوة
عادة ما يرتبط التنمّر باختلال القوة.لدى المتنمّر سلطة متصورة على أخرى بسبب عوامل مثل الحجم أو الجنس أو العمر.يميل الأولاد إلى الند القران استناداً إلى ضعف النظير المادي، والعصبية القصيرة، ومجموعة الأصدقاء، والملابس. ومن ناحية أخرى، فإن التنمّر بين الفتيات ينتج عن عوامل مثل مظهر الوجه، والعوامل العاطفية، وزيادة الوزن، والوضع الأكاديمي. ويرى كلاهما، فضلاً عن ذلك، أنه يميل إلى استهداف الأشخاص بعوائق الكلام من نوع ما (مثل التلعثم).
وغالباً ما يأتي المتنمرون من أسر تستخدم أشكالاً مادية من الانضباط

## المواقع
تختلف مواقع الإساءة بحسب السياق. تحدث معظم التنمّر في المدرسة الابتدائية في الملعب. وفي المدارس المتوسطة والمدرسة الثانوية، يحدث هذا في الأروقة أكثر من غيرها، وهو ما لا يشرف عليه إلا أقل القليل. وطبقاً للمركز الوطني لإحصاءات التعليم التابع لوزارة التعليم الأميركية، فإن أكثر من 47% من الأطفال أفاقوا بأن هناك ضباباً في الممرات والسلم. محطات الحافلات ورحلات الحافلات إلى المدرسة ومنها تميل إلى أن تكون بيئات معادية أيضاً؛ يميل الأطفال إلى النظر إلى السائق كشخص لا يتمتع بسلطة تأديبية.
كما أن التنمّر قد يتبع الأشخاص في الحياة والجامعة. يمكن أن يؤدي التنمّر إلى القضاء على حياة المحاضرين والطلاب، ويمكن أن يؤدي إلى قيام المشرفين بالضغط على الطلاب. يمكن أن يحدث التنمّر في أي مكان في أي وقت.

## علامات التحذير
وعادة ما يكون ضحايا التنمّر أصغر من الناحية الجسدية، وأكثر حساسية، وغير راضين، وحذرين، ومتلهفين، وهادئين، ومسحبين. وكثيراً ما توصف بأنها سلبية أو مستساهلة. إن امتلاك هذه الصفات يجعل هؤلاء الأفراد عرضة للخطر، حيث أنهم أقل عرضة للانتقام.
ومن بين العلامات التي تشير إلى أن الطفل يتعرض للإساءة: 
- الإصابات غير القابلة للتفسير
- إظهار القلق والإجهاد بعد الصدمة
- الملابس المفقودة أو المدمرة
- تغيرات في عادات الأكل
- انخفاض الدرجات
- الغيابات المدرسية المستمرة
- الإصابة الذاتية
- ميول انتحارية
- أن تصبح اعتذارية بشكل مفرط

إشارات إلى أن الطفل يرهب الآخرين تتضمن:
- الدخول في معارك جسدية أو لفظية
- يتم إرساله إلى مكتب المدير بشكل متكرر
- وجود أصدقاء يكررون الآخرين
- أن تصبح أكثر عدوانية في الأنشطة العادية

تشمل العلامات التي يشير فيها الطفل إلى التنمّر:
- سلوك المدرسة الرديء
- اضطراب عاطفي
- الاكتئاب
- إجهاد ما بعد الصدمة
- عقار وكحول سوء
- ميول انتحارية

### الأدوار
يذكر مكنامي وميركوريو أن هناك «مثلث التنمر»، يتكون من الشخص الذي يقوم بالإساءة، وأن الشخص يتعرض للإساءة، والمتفرج.
وزارة الصحة والخدمات الإنسانية الأمريكية تقسم الأشخاص المتورطين في الإساءة إلى عدة أدوار:
المتنمر: الطالب الذي يتمتع بقوة اجتماعية و/أو جسدية والذي يختار بشكل متكرر طالباً أو مجموعة أخرى من الطلاب بنية إلحاق الضرر أو عدم الراحة
الضحية: هدف التنمّر
المتفرج: الطالب الذي يراقب الإساءة؛ قد يتجاهلها أو يشجعها أو يدافع عن الضحية
الطالب الذي يساعد: لا يبدأ في التنمّر، ولكنه يساعد ويشجع عليه أقرانه المحيطين للقيام بذلك. وقد يشعرون بأن وضعهم الاجتماعي سيلحق به الضرر إذا لم يكونوا متورطين في ذلك.
الطالب الذي يعزز: لعب دور ثانوي في التنمّر، مثل الضحك على إهانة المسيء
دخيل: ليس متورطاً في الإساءة ولكن يشهده
المدعى عليه: الدفاع عن الضحية أو التحكم بها بعد ذلك
في كتابها، المتنمر، الضحية والمتفرجين، تقوم باربرا كولوسو بتقسيم المتنمرين إلى أنواع عديدة:
- فالمسيء الواثق لديه رأي عالٍ جداً عن نفسه ويشعر بأنه متفوق على الطلاب الآخرين.
- ويستغل المتنمرين الاجتماعيين الشائعات والقال والسخرية اللفظية لإهانة الآخرين. فالمسيطرات الاجتماعيات من الإناث عادة، ولا يتمتعون إلا باحترام الذات المنخفض، وبالتالي يحاولون إسقاط الآخرين.
- يظهر المتنمّر المدرّع تمامًا القليل جدًا من العاطفة وغالباً ما يظهر انتفاءات عندما لا يرى أحد أو يوقفها.
- وعادة ما يواجه المتنمّر المفرط النشاط مشاكل مع الأكاديميين والمهارات الاجتماعية. غالباً ما سيضمر هذا الطالب شخصاً ما، ثم يلقي باللائمة على شخص آخر.
- فالمسيء عادة ما يكون شخصا تعرض للإساءة في الماضي أو يتعرض للإساءة من قبل أخوة كبار السن.

- «مجموعة من المتنمرين» (يشار إليها في كثير من الأحيان باسم «عصابة من المتنمرين») هي مجموعة من الأصدقاء الذين يعايشون على الآخرين للمتعة أو بسبب رغبتهم في السلطة.

## الديناميات الثقافية المعقدة
يعرّف بارسونز ثقافات التحرش المدرسي على أنها عادة ما تحتوي على شبكة من الديناميكيات التي هي أكثر تعقيدا بكثير من مجرد التفكير في التنمّر بين الطلاب. وتشمل هذه الديناميات:
- بعض الطلاب يرهبون على طلاب آخرين؛ بعض من هذه المسيئين الطلاب هم أنفسهم يرهبهم المسيئين الآخرين؛ بعض من هؤلاء الطلاب المسيئين على المعلمين.
- بعض المعلمين يتنمرون على الطلاب؛ بعض المعلمين يكتنسون معلمين آخرين؛ بعض المعلمين يكتنسون الآباء.
- ويتوعّر بعض موظفي المكاتب على المدرسين والطلاب والآباء.
- ويتوعّر بعض المدراء المدرسين وموظفي المكاتب والطلاب والآباء.
- بعض الآباء يستفلون على المعلمين، وموظفي المكاتب، والمديرين، بل وحتى أطفالهم

## المفاهيم غير الصحيحة الشائعة
حدد الباحثون العديد من المفاهيم غير الصحيحة المتعلقة بالتنمّر:
- يعد التنمّر نتيجة لحجم الفصل أو المدرسة الكبير.
- إن التنمّر هو نتيجة للمنافسة على الدرجات والفشل في المدرسة.
- إن التنمّر هو نتيجة لضعف احترام الذات وانعدام الأمن.
- التنمّر ليس أكثر من مجرد تشوّه.
- فالصبية هم فقط من المتنمرين.
- يعد التنمّر جزءًا طبيعيًا من النمو.
- ستذهب المتنمرين إذا تجاهلوا.

- أفضل طريقة للتعامل مع السديم هي القتال أو محاولة الحصول على حتى.
- فالأشخاص الذين يتم الإساءة لهم لن يؤذوا إلا لفترة من الوقت قبل أن يتعافى.
- ويُعتقد أن التنمّر يمثل مشكلة K-12 التي تتوقف عن الوجود بمجرد دخول الطلاب إلى الكلية.[73]

## الوقاية المؤسسية
وقد أظهرت الدراسات أن برامج التنمّر التي تم إعدادها في المدارس بمساعدة الموظفين وأعضاء هيئة التدريس، قد أظهرت أنها تقلل من وقوع الأقران ضحية والبلطجة. كما أن حالات التنمّر قد تنخفض بشكل ملحوظ عندما لا يوافق الطلاب أنفسهم على التنمّر.
تدابير مثل زيادة الوعي، [المتناقض] عدم التسامح مع القتال، أو وضع الطلاب المضطرين في نفس المجموعة أو غرفة الصف هي في الواقع غير فعالة في الحد من البلطجة؛ وتشمل الطرق الفعالة زيادة التعاطف مع الضحايا؛ اعتماد برنامج يشمل المعلمين والطلاب والآباء؛ ويؤدي الطلاب جهود مكافحة التنمّر. يرتبط النجاح بشكل أكبر بتدخلات البدء في سن مبكرة، مع تقويم البرامج باستمرار من أجل الفعالية، وبمطالبة بعض الطلاب ببساطة بأخذ دروس عبر الإنترنت لتجنب السباب في المدرسة.

### التشريعات وأحكام المحاكم

#### المملكة المتحدة
وتنص المادة 89 من قانون التعليم والتفتيش لعام 2006 على وضع سياسة لمكافحة الإساءة لجميع المدارس الحكومية في متناول الآباء. الولايات المتحدة
وقد قام ضحايا بعض حوادث إطلاق النار في المدارس بمقاضاة عائلات مطلقي النار والمدارس.وفي إحدى الحالات كانت 23 ولاية فقط لديها قوانين لمكافحة الإساءة. في عام 2015 أصبحت مونتانا آخر ولاية لديها قانون لمكافحة الإساءة، وفي تلك المرحلة كان جميع الولايات الخمسين لديها قانون لمكافحة الإساءة. وهذه القوانين لن تلغي التنمّر ولكنها تلفت الانتباه إلى السلوك وتسمح للمعتدين بأن يعرفوا أنه لن يتم التسامح معه.

#### كندا
في عام 2016، أرست أم وابنها سابقة قانونية، بعد أن تعرض الابن للإساءة في مدرسته العامة. وفازت الأم والابن بقضية قضائية ضد مجلس مدرسة مقاطعة أوتاوا كارلتون، مما جعل هذه القضية الأولى في أمريكا الشمالية حيث وجد أن مجلس إدارة مدرسة قد أهمل في قضية استئساد لعدم وفشله في الوفاء بمستوى الرعاية (واجب الرعاية) الذي يدين به مجلس إدارة المدرسة لطلابه). وقد فاز في عام 2013 بقضية تنمّر مماثلة (Oyston v. St. Patricks College).

### تايوان
وبدأت وزارة التعليم سلسلة من المشاريع. في عام 2006، بدأوا «الخطة المضادة للتضخم». في عام 2008، أطلقوا «منع الفيديو المضاعف من المشروع العام»، وكذلك بناء مسارات متعددة للمخبرين، ومراقبة المدرسة، على أمل أن يؤدي ذلك إلى تحسين نوعية التعليم.

## تاريخ
وقد توسعت الأبحاث في مجال الإساءة المدرسية بشكل كبير في جميع أنحاء العالم بمرور الوقت، من 62 استشهدت من عام 1900 إلى عام 1990، إلى 289 في التسعينيات وإلى 562 استشهدت من عام 2000 إلى عام 2004.

### إطلاق النار في المدارس
ويرتبط التحرش المدرسي بإطلاق النار على المدارس؛ وتعتقد الغالبية العظمى من الطلاب (87%) أن إطلاق النار يحدث انتقاماً مباشراً من الإساءة. ومن بين الذين تركوا وراءهم أدلة تشير إلى أنهم تم التحرشات إريك هاريس وديلان كليبولد (مرتكبو مذبحة مدرسة كولمبين الثانوية)، وتشارلز أندرو ويليامز، إريك هاينستوك، وسيونج هوي تشو، ولينغتون مينيزيس أوليفيرا، وجيف جيل، وكارل بيرسون

## فعاليات ومنظمات
- قانون ضد التنمر
- منظمة هزيمة التنمر
- الرابطة الأمريكية لكرة السلة ضد التنمر
- فرقة الشرطة مكافحة التنمر
- التنمر في المملكة المتحدة
- ثورة المتفرجين
- التخلي عن التنابز
- حملة جي آر آي ان
- رؤية جير
- كيد باور
- كيد سكيب